# Věra Slavíková
Věra Slavíková (30. září 1922 Těmice u Hodonína – 25. května 2006 Brno) byla česká knihovnice a pedagožka. Pracovala na různých pozicích v několika knihovnách, nejdéle v Knihovně Jiřího Mahena v Brně. Jako pedagožka působila na Střední knihovnické škole v Brně.

## Život
V letech 1947–1950 byla zaměstnána ve Státní studijní knihovně U věže v Liberci (v současné době Krajská vědecká knihovna Liberec). Spolupracovala zde mimo jiné na zpracování fondu dokumentů sudetské literatury, z něhož vznikla čtvrtmilionová sbírka tzv. sudetik (v knihovně pod názvem Germanika z Českých zemí), která byla zničena při pozdějším požáru. V letech 1955–1960 pracovala jako vedoucí metodického kabinetu v Krajské lidové knihovně v Jihlavě (nyní Městská knihovna Jihlava). Od roku 1960 do roku 1962 působila nejdříve jako metodička, později jako vedoucí oddělení politické a společenské literatury v Krajské lidové knihovně v Brně (nyní Knihovna Jiřího Mahena v Brně). Od roku 1961 do roku 1971 učila na Střední knihovnické škole, v letech 1971–1977 se vrátila do Knihovny Jiřího Mahena, v letech 1975–1982 znovu působila na Střední knihovnické škole v Brně.

## Dílo
V knihovnách se zabývala kompletováním edic a ročníků časopisů, jmenným a věcný popisem. Bibliografickou tvorbu zahájila již v jihlavské knihovně, bibliografické soupisy pak redigovala v Knihovně Jiřího Mahena, při tvorbě zvolila koncepci průvodních textů významných odborníků daného oboru. Sestavovala antologie, personální bibliografie, vytvořila brožuru Spisovatelé Jihomoravského kraje (1989). Do učebních textů pro střední knihovnické školy přispěla učebním textem Metodická práce v knihovnictví (1966), podílela se na zpracování učebních textů pro výuku světové literatury s názvem Kapitoly z dějin světové literatury 19. a 20. století (1970). Důležitou úlohu knihoven popsala v publikacích Informační potřeby čtenářů okresních knihoven (1973) a Zaznamenávání dotazů bibliograficko-informační služby (1974). Propagovala v tehdejší době nové typy studia, a to dvouleté nástavbové studium pro informační pracovníky na středních knihovnických školách a třísemestrové pomaturitní studium pro absolventy středních knihovnických škol.